# Шелбі Майн
Шеллі Марі Кастерлайн (англ. Shelli Marie Casterline, (6 січня 1974 , Орандж, Каліфорнія ), відома як Шелбі Майн (англ. Shelbee Myne) — колишня американська порноакторка й еротична фотомодель.

## Біографія
Народилася і виросла в Південній Каліфорнії. Працювала асистенткою у страховій компанії, де познайомилася з Петом Майном, з яким зустрічалась 4 роки, а в 1997 одружилася.
У тому ж році познайомилася з порноакторкою Крістою Мейзі (Krista Maze), яка познайомила її з порноакторами і порнорежисерами й порекомендувала зніматися. У 23 роки Кастерлайн знялася у першому порнофільмі House of Flesh 2.
Знімалася для таких порностудій, як Jill Kelly Productions, Vivid, Elegant Angel, Metro, Pleasure Productions, Anabolic Video, Adam &amp; Eve, Wicked Pictures, Celestial, New Machine і Digital Playground.
Пішла з порноіндустрії в 2008 році, знявшись у 478 порнофільмах.

## Нагороди та номінації
| Рік  | Церемонія  | Результат | Номінація                      | Робота                      |
| ---- | ---------- | --------- | ------------------------------ | --------------------------- |
| 1999 | AVN Awards | Номінація | Краща групова сцена            | Fresh Meat 5                |
| 2000 | XRCO Award | Перемога  | Невоспівана сирена року        | Н/Д                         |
| 2001 | AVN Awards | Номінація | Найкраща виконавиця року       | Н/Д                         |
| 2001 | AVN Awards | Номінація | Краща групова сцена            | Watchers                    |
| 2001 | AVN Awards | Номінація | Краща групова лесбійська сцена | Chloe's "I Came, Did You?!! |
| 2003 | AVN Awards | Номінація | Краща групова лесбійська сцена | Violation of Aurora Snow    |